# 程靜怡
程靜怡（1986年7月30日—），藝名小刀、程小刀，臺灣女藝人、藝術家。過去曾為我愛黑澀會成員。離開《我愛黑澀會》後，攻讀研究所、並曾擔任殯葬業襄儀、小學美術老師等工作，後來轉換跑道，朝展場主持和插畫家發展。2018年1至6月於金門縣擔任駐縣藝術家。